# Каргилл, Джейд
Джейд Ка́ргилл (англ. Jade Cargill, род. 3 июня 1992, Виро-Бич, Флорида) — американская женщина-рестлер и фитнес-модель, выступающая в WWE на бренде SmackDown, где является действующей победительницей турнира «Королева ринга».
Она известна выступлениями в All Elite Wrestling (AEW) в 2020—2023 годах, где являлась бывшей чемпионкой TBS AEW. Её чемпионство, длившееся 508 дней, является самым продолжительным для любого титула в AEW.
По итогам 2021 года Каргилл была признана лучшим новичком года по версии читателей журнала Pro Wrestling Illustrated и подписчиков Wrestling Observer Newsletter.

## Ранняя жизнь
Каргилл родилась в Виро-Бич, Флорида. Она училась в Sebastian River High School и Vero Beach High School, помогая своим командам дважды становиться чемпионами округа по баскетболу. Каргилл окончила Университет Джексонвилля по специальности «социальные науки», где она играла в баскетбол и была включена в предсезонную первую команду Atlantic Sun в выпускном классе. Она также имеет диплом магистра в области детской психологии.

## Карьера в рестлинге

### Тренировки (2019—2020)
В апреле 2019 года Каргилл посетила пробы в WWE Performance Center. Затем она начала тренироваться в WWA4 Academy АР Фокса. По совету легенды рестлинга Марка Генри, которого Каргилл назвала своим наставником, она отправилась тренироваться в Face 2 Face Wrestling School Хита Миллера и Ричарда Боргера. Затем она тренировалась в Nightmare Factory Кью Ти Маршалла.

### All Elite Wrestling (2020—2023)

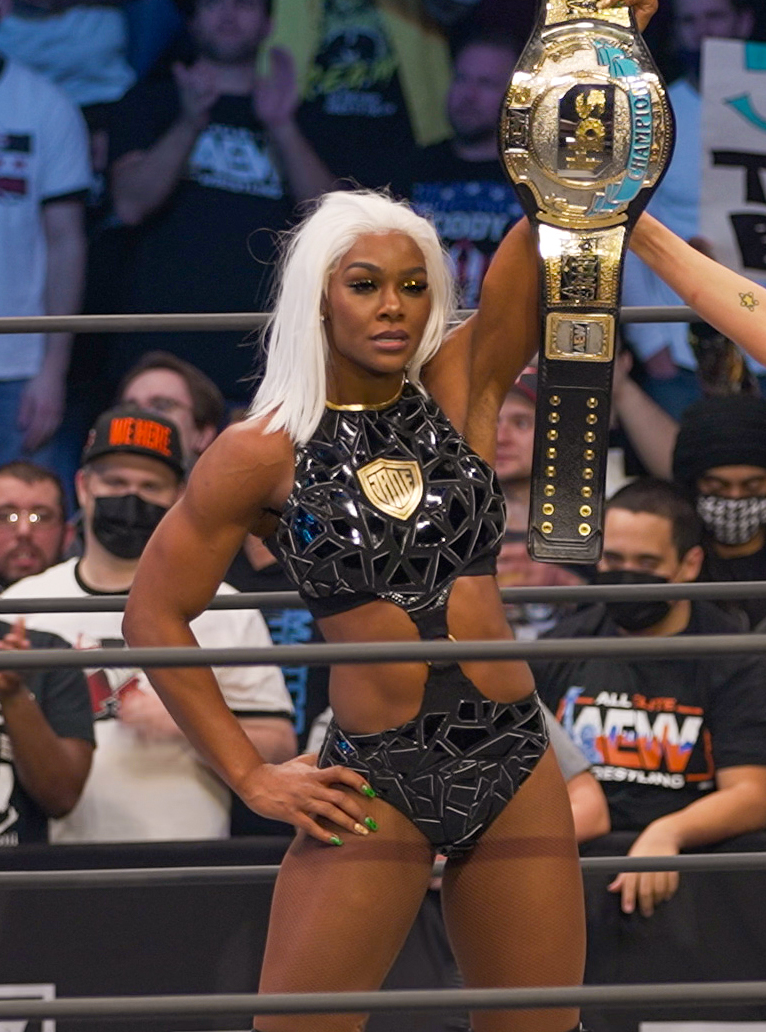
Джейд Каргилл с титулом чемпиона TBS AEW, январь 2022 года

Каргилл дебютировала в рестлинге в All Elite Wrestling (AEW) на Dynamite 11 ноября 2020 года, прервав Коди Роудса, намекнув на дебют Шакила О’Нила. На следующий день президент и генеральный директор AEW Тони Хан объявил, что Каргилл подписала многолетний контракт с AEW. Каргилл и О’Нил вместе победили Коди Роудса и Красный Бархат 3 марта 2021 года, что стало первым матчем в карьере Каргилл. Учитывая проблемы Каргилл с тем, чтобы зачитать внушительную речь, было принято решение добавить к ней менеджера, которым стал Марк Стерлинг.
На дебютном эпизоде Dynamite на TBS 5 января 2022 года Каргилл встретилась с Руби Сохо в финале турнира и победила её, став первым в истории чемпионом TBS AEW. После серии успешных защит титула на шоу Dark, Rampage и Dynamite Каргилл был назначен титульный матч против бывшей дзюдоистки Тай Конти на PPV «Revolution». Несмотря на то, что Конти в матче пыталась помочь её подруга Анна Джей, Каргилл успешно защитила титул. В этом матче музыкальную Каргилл исполнил двукратный номинант Грэмми «Кингфиш» Кристон Ингрэм. Следующей противницей Каргилл стала Марина Шафир, которая также в прошлом занималась боевыми единоборствами. В этом противостоянии Каргилл уже сама нашла себе поддержку в виде группировки «Плохишек» (Красная Вельвет и Кира Хоган). На шоу Rampage, показанном 22 апреля 2022 года, Каргилл успешно справилась с Шафир, защитив Чемпионство. Это стало 30-й победой подряд Каргилл. Стоит уточнить, что в эту статистику не входит матч Казино-Батл-Роял, прошедший на шоу All Out (2021), завершившийся победой Руби Сохо. На следующем PPV Double or Nothing (2022) Каргилл провела ещё один матч против Анны Джей, и снова завершила его победой. По ходу этого матча к Каргилл присоединился ещё один менеджер — Стоукли Хатэвэй. Также после матча с Каргилл поругалась дебютантка, экс-чемпионка NXT Афина, которая cразу предъявила претензии на титул Джейд. Их противостояние продлилось в течение лета, и 10 августа на Dynamite был назначен матч за чемпионство TBS на шоу All Out (2022). На этом PPV Каргилл одержала быструю победу, сохранив чемпионство и продлив свою беспроигрышную серию до 38 матчей.

### WWE (с 2023)

Каргилл в августе 2024 года

26 сентября WWE официально объявила о том, что Каргилл подписала многолетний контракт и приступила к тренировкам в WWE Performance Center. Первое появление Каргилл в шоу WWE состоялось 7 октября на пре-шоу Fastlane, где она прибыла на арену и встретилась с руководителем креативного отдела WWE Трипл Эйчем.
Каргилл дебютировала на ринге 27 января 2024 года, приняв участие в матче «Королевский битве». Каргилл вошла в матч под номером 28, устранила Найю Джакс и Наоми, а затем была устранена участницей под номером 30, Лив Морган.

## Личная жизнь
Каргилл имеет ямайское происхождение. У неё есть дочь по имени Бейли от бывшего второго бейсмена «Цинциннати Редс» Брэндона Филлипса. В качестве источников вдохновения Каргилл называла покойную рестлершу Чайну и героиню «Людей Икс» Шторм.

## Титулы и достижения
- All Elite Wrestling
  - Чемпионка TBS (1 раз)
  - Победительница турнира за титул чемпионки TBS (2022)
- Pro Wrestling Illustrated
  - № 5 в топ 100 женщин-рестлеров в рейтинге PWI Women’s 100 в 2022
  - Новичок года (2021)[2]
- Wrestling Observer Newsletter
  - Дебютант года (2021)[3]
- WWE
  - Командная чемпионка WWE среди женщин (2 раза) — с Бьянкой Белэр
  - «Королева ринга» (2025)